# Staatlicher Migrationsdienst der Republik Aserbaidschan
Der Staatliche Migrationsdienst der Republik Aserbaidschan (amtl. Azərbaycan Respublikası Dövəl Miqrasiya Xidməti) ist eine Behörde, die sich mit Abläufen im Bereich Migration befasst.

## Zuständigkeit
Der Staatliche Migrationsdienst ist zuständig für die Erteilung und Verlängerung der Arbeitserlaubnis für ausländische Staatsbürger in Aserbaidschan. Der Migrationsdienst stellt den Vollzug der Schwarzarbeitsgesetzgebung sicher. Alle Ausländer, die sich mehr als 15 Tage in Aserbaidschan aufhalten, müssen sich beim Staatlichen Migrationsdienst der Republik Aserbaidschan registrieren lassen.
Über die Durchführung des Asylverfahrens und das Urteil über Asylanträge entscheidet der Migrationsdienst. Dem Migrationsdienst obliegen auch Aufgaben gemäß der Asylgesetzgebung der Republik Aserbaidschan, insbesondere in den Bereichen der illegalen Migration und des Wegweisungsvollzugs.
Der Staatliche Migrationsdienst der Republik Aserbaidschan ist für die Umsetzung der Integrationspolitik in Aserbaidschan verantwortlich und berät Ausländerinnen und Ausländer.

## Geschichte und Organisation
Der Migrationsdienst wurde am 19. März 2007 gegründet. Die Behörde wird von einem Direktor geführt, der unmittelbar dem Präsidenten der Republik Aserbaidschan untersteht. Der Direktor wird direkt vom Präsidenten der Republik Aserbaidschan ernannt.

## Sitz und Leitung
Der Sitz befindet sich in der Binəqədi Chaussee 202 in Baku. Das Amt des Migrationsdienstes Aserbaidschans bekleidet seit dem 23. April 2018 Vüsal Hüseynov.